# Crosville-sur-Douve

Crosville-sur-Douve este o comună în departamentul Manche, Franța. În 1 ianuarie 2022 avea o populație de 62 de locuitori.